# Azuré sarde
Pseudophilotes barbagiae
Espèce
Statut de conservation UICN

 DD  : Données insuffisantes
L’Azuré sarde (Pseudophilotes barbagiae) est une espèce d'insectes lépidoptères (papillons) de la famille des Lycaenidae, de la sous-famille des Polyommatinae et du genre Pseudophilotes.

## Dénominations
Pseudophilotes barbagiae a été nommé par Willy O. De Prins et Dirk van der Poorten en 1982.
Synonymes : Scolitantides barbagiae (Otakar Kudrna).

### Noms vernaculaires
L’Azuré Sarde se nomme en anglais Sardinian Blue.

## Description
C'est un petit papillon au dessus brun grisâtre avec une frange en damiers blancs et chez le mâle une légère suffusion bleue.
Le revers est ocre et orné de lignes de petits points noirs cernés de blanc avec à l'aile postérieure une ligne submarginale de points orange peu marqués ou même absents.

### Espèce proche
Les autres Pseudophilotes n'ont pas la même aire de répartition.

## Biologie

### Période de vol et hivernation
Il vole en une génération, en mai juin.

### Plantes hôtes
Ses plantes hôtes seraient des Thymus (thyms).

## Écologie et distribution
Il est présent uniquement en Sardaigne.

### Biotope
Il habite les zones rocheuses.

### Protection
Noté LC sur la liste rouge.